# Рита (телесериал)
Рита (дат. Rita) — датский телесериал об учительнице датской средней школы по имени Рита, её непростых взаимоотношениях с её детьми, любовниками, коллегами, а также учениками и их родителями. Датская премьера сериала состоялась на телеканале TV 2 в феврале 2012 года. Международная дистрибуция сериала проходит с 2015 года на сервисе Netflix (под брендом Netflix Original — с третьего сезона Netflix выступает в качестве сопродюсера). Четвертый сезон вышел на TV 2 в октябре 2017 года и стал доступен на Netflix в январе 2018 года. Пятый (и финальный) сезон стартовал на TV 2 первого июня 2020 года.

## Концепция сериала
Сериал посвящён школе, однако он отличается от типичных школьных сериалов, так как в его центре находятся не школьники, а учителя. Заглавная героиня сериала — женщина за сорок, учительница датской средней школы, мать-одиночка с тремя детьми, прямолинейная феминистка и заядлая курильщица. Ещё когда её дети были маленькими, Рита рассталась с их отцом Нильсом, перебравшимся в Лондон, и в одиночку воспитывала их. С тех пор Рита больше не связывала себя долговременными отношениями и имела репутацию женщины с многочисленными сексуальными связями. Несмотря на хаотичную личную жизнь и своевольный характер, Рита имеет славу компетентной учительницы, практически обожествляемой её учениками. В то же время прямолинейность и независимость Риты не всегда нравится директору школы и нередко приводит к конфликтам. Как мать, Рита далеко не всегда принимает правильные решения, поэтому её отношения с собстевнными детьми Рикко, Молли и Йеппе также порой непросты.
Кроме отношений Риты с её детьми и с её многочисленными любовниками, развитие которых происходит последовательно от эпизода к эпизоду, в каждой серии также содержится, как правило, законченная параллельная история, затрагивающая определённую тематику из жизни школьной повседневности: неуспевающие и одарённые дети, ученики из неблагополучных семей и дети мигрантов, влияние развода родителей или смерти близкого человека на ребёнка, моббинг среди учащихся и травля учителей учениками и их родителями, распространение наркотиков в школе, школьные забастовки за климат, дети с аутизмом, половое просвещение несовершеннолетних, осознание гомосексуальности и каминг-аут подростков, подростковая беременность, влюблённость в учителя, инклюзионное обучение детей с задержкой в развитии, страх перед террористической угрозой и др.
К основным персонажам сериала относятся также и коллеги Риты, среди которых на первый план выходят влюблённый в Риту директор школы Расмус, «свежеиспечённая» сверхмотивированная и слегка наивная молодая учительница Йордис и школьный социальный педагог «разведёнка» Хелле.

## Актёрский состав
| Актёр                     | Роль                                  | Сезоны        |
| ------------------------- | ------------------------------------- | ------------- |
| Милле Динесен             | Рита Мадсен (заглавная героиня)       | 1, 2, 3, 4, 5 |
| Лизе Боструп              | Йордис (молодая коллега Риты)         | 1, 2, 3, 4, 5 |
| Карстен Бьёрнлунн         | Расмус (директор школы)               | 1, 2, 3, 5    |
| Эллен Хиллинсё            | Хелле (социальный педагог)            | 1, 2, 3, 5    |
| Николай Грот              | Йеппе Мадсен (младший сын Риты)       | 1, 2, 3, 4, 5 |
| Сара Йорт Дитлевсен       | Молли Мадсен (дочь Риты)              | 1, 2, 3, 4    |
| Мортен Ванг Симонсен      | Рикко Мадсен (старший сын Риты)       | 1, 2, 3       |
| Люкке Санн Микельсен      | Биттен (невеста Рикко)                | 1, 2          |
| Кристофер Фабрисиус       | Уффе (парень Йордис)                  | 1, 2, 3, 4, 5 |
| Лисбет Лундквист          | Лиллибет (мать Риты)                  | 1             |
| Карстен Нёргор            | Том (отец Биттен, любовник Риты)      | 1, 2          |
| Фердинанд Глад Бах        | Давид (бойфренд Йеппе)                | 1, 2, 3       |
| Александре Виллауме       | Йонас (коллега Риты)                  | 2, 3          |
| Томми Кентер              | Эрик (коллега Риты)                   | 2             |
| Петер Ганцлер             | Нильс Мадсен (отец детей Риты)        | 1, 2, 5       |
| Лаура Бах                 | Гитта Нильсен (сестра Риты)           | 2             |
| Лассе Фогельстрём         | Мадс (ученик Риты)                    | 2             |
| Заки Йусефф               | Саид (любовник Риты)                  | 3             |
| Шарлотта Фих              | Алис Вернер (бургомистрша)            | 3             |
| Фредерик Винтер Расмуссен | Никлас Вернер (ученик Риты, сын Алис) | 3             |
| Белал Фаиз                | Карим (ученик Риты, брат Саида)       | 3             |
| Шарлотта Мунк             | Леа (бывшая одноклассница Риты)       | 4             |
| Оле Лемеке                | Бьярне Эриксен (директор школы)       | 4             |
| Тесса Ходер               | Молодая Рита (в 1985 году)            | 4             |
| Софи Юл Нильсен           | Молодая Леа (в 1985 году)             | 4             |
| Сос Элин                  | Герд (ученица Риты в вечерней школе)  | 5             |
| Ари Александер            | Оле (фермер, бойфренд Йеппе)          | 5             |

## Эпизоды сериала

### Список эпизодов
| Номер | Номер | Оригинальное название     | Перевод названия          | Режиссёры       | Дата премьеры | Дата премьеры |
| Номер | Номер | Оригинальное название     | Перевод названия          | Режиссёры       | TV 2          | Netflix       |
| ----- | ----- | ------------------------- | ------------------------- | --------------- | ------------- | ------------- |
| 1     | 1.01  | Idealisten                | Идеалистка                | Ларс Колунн     | 09.02.2012    | 12.06.2015    |
| 2     | 1.02  | Læreren                   | Учительница               | Ларс Колунн     | 16.02.2012    | 12.06.2015    |
| 3     | 1.03  | Anarkisten                | Анархистка                | Ларс Колунн     | 23.02.2012    | 12.06.2015    |
| 4     | 1.04  | Hun-ulven                 | Шлюха                     | Янник Йохансен  | 01.03.2012    | 12.06.2015    |
| 5     | 1.05  | Beskytteren               | Защитница                 | Янник Йохансен  | 08.03.2012    | 12.06.2015    |
| 6     | 1.06  | Hykleren                  | Лицемерка                 | Янник Йохансен  | 15.03.2012    | 12.06.2015    |
| 7     | 1.07  | Prinsessen                | Принцесса                 | Ларс Колунн     | 22.03.2012    | 12.06.2015    |
| 8     | 1.08  | Moderen                   | Мать                      | Ларс Колунн     | 29.03.2012    | 12.06.2015    |
|       |       |                           |                           |                 |               |               |
| 9     | 2.01  | Den voksne                | Повзрослевшая             | Ларс Колунн     | 11.09.2013    | 05.08.2015    |
| 10    | 2.02  | Haven                     | Сад                       | Ларс Колунн     | 18.09.2013    | 05.08.2015    |
| 11    | 2.03  | Far, mor og børn          | Отец, мать и ребёнок      | Ларс Колунн     | 25.09.2013    | 05.08.2015    |
| 12    | 2.04  | Teamplayer                | Командный игрок           | Катрин Винфельд | 02.10.2013    | 05.08.2015    |
| 13    | 2.05  | Jeg elsker dig            | Я тебя люблю              | Катрин Винфельд | 09.10.2013    | 05.08.2015    |
| 14    | 2.06  | Den første kærlighed      | Первая любовь             | Катрин Винфельд | 16.10.2013    | 05.08.2015    |
| 15    | 2.07  | Rollemodellen             | Образец для подражания    | Ларс Колунн     | 23.10.2013    | 05.08.2015    |
| 16    | 2.08  | Ukrudt                    | Сорняк                    | Ларс Колунн     | 30.10.2013    | 05.08.2015    |
|       |       |                           |                           |                 |               |               |
| 17    | 3.01  | Kandidaten                | Кандидаты                 | Ларс Колунн     | 12.03.2015    | 26.10.2015    |
| 18    | 3.02  | Kælderen                  | Подвал                    | Ларс Колунн     | 19.03.2015    | 26.10.2015    |
| 19    | 3.03  | Sponsorbarnet             | Подопечный ребёнок        | Ларс Колунн     | 30.03.2015    | 26.10.2015    |
| 20    | 3.04  | Aftenskolen               | Вечерняя школа            | Ларс Колунн     | 12.04.2015    | 26.10.2015    |
| 21    | 3.05  | Lus                       | Вши                       | Ларс Колунн     | 19.04.2015    | 26.10.2015    |
| 22    | 3.06  | Frit fald                 | Свободное падение         | Могенс Хагедорн | 20.04.2015    | 26.10.2015    |
| 23    | 3.07  | Lederen                   | Руководительница          | Могенс Хагедорн | 27.04.2015    | 26.10.2015    |
| 24    | 3.08  | Testen                    | Экзамен                   | Могенс Хагедорн | 11.05.2015    | 26.10.2015    |
|       |       |                           |                           |                 |               |               |
| 25    | 4.01  | Nutid/datid               | Прошлое/настоящее         | Ларс Колунн     | 21.08.2017    | 16.01.2018    |
| 26    | 4.02  | Du bliver, hvad du spiser | Ты то, что ты ешь         | Ларс Колунн     | 28.08.2017    | 16.01.2018    |
| 27    | 4.03  | Tøbrud                    | Лёд тронулся              | Ларс Колунн     | 04.09.2017    | 16.01.2018    |
| 28    | 4.04  | Rigtige Venner            | Настоящие друзья          | Наташа Арти     | 11.09.2017    | 16.01.2018    |
| 29    | 4.05  | Dig og mig                | Ты и я                    | Наташа Арти     | 18.09.2017    | 16.01.2018    |
| 30    | 4.06  | Barndommens gade          | Улица детства             | Ларс Колунн     | 25.09.2017    | 16.01.2018    |
| 31    | 4.07  | Familie                   | Семья                     | Ларс Колунн     | 02.10.2017    | 16.01.2018    |
| 32    | 4.08  | Hjemme                    | Дома                      | Ларс Колунн     | 09.10.2017    | 16.01.2018    |
|       |       |                           |                           |                 |               |               |
| 33    | 5.01  | Fake News                 | Фальшивые новости         | Ларс Колунн     | 01.06.2020    | 15.08.2020    |
| 34    | 5.02  | Hurlumhejhus              | Дом суеты                 | Ларс Колунн     | 08.06.2020    | 15.08.2020    |
| 35    | 5.03  | Udflugten                 | Экскурсия                 | Ларс Колунн     | 15.06.2020    | 15.08.2020    |
| 36    | 5.04  | Do you speak English?     | Вы говорите по-английски? | Ларс Колунн     | 22.06.2020    | 15.08.2020    |
| 37    | 5.05  | Hedetur                   | Горячие головы            | Ларс Колунн     | 29.06.2020    | 15.08.2020    |
| 38    | 5.06  | Grænser                   | Границы                   | Ларс Колунн     | 06.07.2020    | 15.08.2020    |
| 39    | 5.07  | Søen                      | Озеро                     | Ларс Колунн     | 13.07.2020    | 15.08.2020    |
| 40    | 5.08  | Kaos                      | Хаос                      | Ларс Колунн     | 20.07.2020    | 15.08.2020    |

### Первый сезон
Рикко, старший сын Риты, в свои 18 лет заявляет матери о том, что собирается жениться на Биттен — образцовой девушке из «правильной» семьи. Рита пытается образумить сына, предостерегая его от столь раннего брака. Её насторожённость усиливается, когда она узнаёт, что Биттен является дочерью Тома — её былой юношеской любви. Отношения Рикко и Риты ухудшаются ещё больше после того, как Рита негативно реагирует на известие о беременности Биттен. Дочь Риты — Молли расстаётся со своим парнем и испытывает кризис, усилившийся тем, что, являясь легастеником, она не может найти свой путь во взрослой жизни. Девушка обвиняет свою мать в том, что та, будучи педагогом, вовремя не распознала данной проблемы. Младший сын Риты — Йеппе в свои 15 лет осознаёт свою гомосексуальность и переживает первую любовь к соседскому юноше по имени Давид. Рита, принимая гомосексуальность сына, пытается лучше понять его, смущая его весьма откровенными разговорами.
В личной жизни Рита не очень разборчива в связях. Она занимается сексом в туалете бара с незнакомым мужчиной, который оказывается отцом одной из учениц её класса, спит с директором школы Расмусом, по уши влюблённым в неё. Кроме того, возвращаются былые чувства к Тому, с которым она встречалась в юности. Хаотичная интимная жизнь Риты вносит свою лепту в и без того сложные отношения Риты с её детьми и приносит ей проблемы на работе. В конце сезона Рита сообщает Тому, что ждёт от него ребёнка, но собирается сделать аборт.

### Второй сезон
После того, как Рита чуть не лишилась работы из-за секса с отцом её ученицы, она решила привести в порядок свою хаотичную жизнь. Ей удалось наладить отношения с Рикко и Молли. Также она уступила Расмусу и согласилась на серьёзные отношения с ним. Однако тот факт, что Расмус переселился к Рите, привёл к конфликтам с Йеппе, который даже решил переселиться к отцу, который внезапно заявил, что собирается вернуться из Лондона в Копенгаген. Однако вскоре Йеппе был разочарован в своём отце, который в очередной раз снова поменял свои планы и вернулся в Лондон, и понемногу стал налаживать отношения с Расмусом.
Рита пытается помочь своему ученику — девятикласснику Мадсу, который один заботится о своей психически больной матери, и скрывает этот факт от руководства школы, зная, что мальчика могут поместить в приют. Узнав об этом, Расмус вступает в конфликт между своими ролями как директор и как любовник Риты. Кроме того, всплывает на поверхность связь Риты с Томом и её недавний аборт. Отношения Расмуса и Риты испытываются на прочность…

### Третий сезон
После увольнения Расмуса, директором школы становится Хелле, перед которой с началом учебного года встают новые вызовы, связанные с текущими реформами в области системы образования, одной из целей которых провозглашено инклюзионное обучение детей с задержкой в развитии вместе с обычными школьниками. Рите приходится окончательно смириться с тем, что её дети выросли, после того, как Йеппе покидает дом, чтобы снять квартиру вместе с Давидом. Одиночество не легко даётся Рите, и она находит не всегда разумные способы занять свободное время.
Хелле не всегда удаётся принимать удачные решения в качестве директора. Йонас, всегда метивший на эту должность, использует ситуацию, чтобы настроить коллег против Хелле. В то же время Хелле и Рита, наконец-то, находят общий язык и вместе пытаются решить свалившиеся на школу проблемы. В конце концов, Рите проходится на короткое время возглавить школу, чтобы прикрыть получившую нервный срыв Хелле. Однако своими методами Рита переступает дорогу бургомистру Алис Вернер.

### Четвёртый сезон
После того, как Рита со скандалом была уволена со школы, она также потеряла право жить в принадлежащем школе доме. Некоторое время Рита работает в закусочной и спит на кушетке у дочери Молли. Устав видеть, как её мать бесцельно проводит свою жизнь, Молли находит объявление о вакансии в маленькой провинциальной школе и отправляет туда резюме Риты без её разрешения. Узнав об этом, Рита приходит в ярость, однако затем принимает вызов судьбы, согласившись на переезд в провинциальный городок. По случайным стечениям обстоятельств школа, в которой предстоит работать Рите, оказывается той самой школой, в которой она сама когда-то училась. Находившись в декретном отпуске, Йордис, также следует за лучшей подругой, убедив Уффе, что жизнь в провинции пойдёт им только на пользу.
На новом месте Рите приходится не только преодолевать трудности, с которыми сталкивается крохотная сельская школа, находящаяся на грани закрытия по причине малочисленности учеников, но и лицом к лицу столкнуться с ошибками прошлого, повстречавшись с подругой детства Леа. Из большого количества флешбэков зритель узнаёт о прошлом Риты, погрузившись в 1985 год.

### Пятый сезон
Рита и Йордис решают открыть свою собственную частную школу в небольшой деревне. Наряду с им уже знакомыми заботами о благополучии своих подопечных они осваивают себя в роли управленцев и администраторов. Йордис, погрузившись с головой в работу учительницы и директора в одном лице, оставляет Уффе дома с маленьким ребёнком, приходя домой лишь поспать. Рита пытается достать дополнительные источники финансирования, устроившись подрабатывать в вечрнюю школу для взрослых в качестве преподавателя на курсях английского языка. Неожиданно в жизнь Риты возвращается Расмус, который после расставания с Хелле, оказывается жить на кушетке у Риты.
Йеппе прерывает своё кругосветное путешествие после того, как его внезапно бросает парень, и пытается пережить тяжёлый разрыв. Не найдя понимания и не получив крова у вечно занятого отца, он оказывается в трейлере в деревне у Риты. Пытаясь подзаработать на оплату первых месяцев аренды собственной квартиры в Копенгагене, он устраивается помощником на ферму, где среди свиней, коров и лошадей находит новую любовь.

## Премии и номинации
Сериал «Рита» можно назвать самым успешным проектом канала TV 2 за всю историю его существования, начиная с его основания в 1988 году. Благодаря сети Netflix, в которой сериал стал доступен с 2015 года, он стал хитом за пределами Дании и послужил трамплином для международной карьеры сценариста Кристиана Торпе.
В 2012 году сериал участвовал в шести различных номинациях на Телевизионном фестивале в Монте-Карло. Исполнительница заглавной роли Милле Динесен была удостоена главной премии в категории «Лучшая актриса в драматическом сериале». Кроме того, номинированы были Лизе Боструп (Йордис) в категории «Лучшая актриса драматического сериала», а также Карстен Бьёрнлун (Расмус) и Николай Грот (Йеппе) в категории «Лучший актёр драматического сериала». Также был отмечен и автор сценария Кристиан Торпе. Николай Грот в 2015 году также номинировался на премию «Роберт» в категории «Лучший актёр второго плана» за роль Йеппе.
| Год  | Премия                                         | Категория                                                    | Результат |
| ---- | ---------------------------------------------- | ------------------------------------------------------------ | --------- |
| 2016 | Премия «Роберт»                                | Лучший сериал Дании                                          | Номинация |
| 2016 | Премия «Роберт»                                | Лучшая актриса сериала (Милле Динесен)                       | Номинация |
| 2016 | Премия «Роберт»                                | Лучший актёр второго плана в сериале (Карстен Бьёрнлунд)     | Номинация |
| 2016 | Премия «Роберт»                                | Лучшая актриса второго плана в сериале (Лизе Боструп)        | Номинация |
|      |                                                |                                                              |           |
| 2014 | Премия «Роберт»                                | Лучший сериал Дании                                          | Номинация |
| 2014 | Премия «Роберт»                                | Лучшая актриса сериала (Милле Динесен)                       | Номинация |
| 2014 | Премия «Роберт»                                | Лучший актёр сериала (Карстен Бьёрнлунд)                     | Номинация |
| 2014 | Премия «Роберт»                                | Лучшая актриса второго плана в сериале (Лизе Боструп)        | Номинация |
| 2014 | Премия «Роберт»                                | Лучший актёр второго плана в сериале (Томми Кентер)          | Номинация |
|      |                                                |                                                              |           |
| 2014 | Фестиваль в Монте-Карло Премия «Золотая Нимфа» | Лучшая актриса драматического сериала (Милле Динесен)        | Номинация |
| 2014 | Фестиваль в Монте-Карло Премия «Золотая Нимфа» | Лучший актёр драматического сериала (Карстен Бьёрнлунд)      | Номинация |
|      |                                                |                                                              |           |
| 2013 | Премия «Роберт»                                | Лучший сериал Дании                                          | Номинация |
| 2013 | Премия «Роберт»                                | Лучшая актриса сериала (Милле Динесен)                       | Номинация |
| 2013 | Премия «Роберт»                                | Лучший актёр сериала (Карстен Бьёрнлунд)                     | Номинация |
| 2013 | Премия «Роберт»                                | Лучшая актриса второго плана в сериале (Сара Йорт Дитлевсен) | Номинация |
| 2013 | Премия «Роберт»                                | Лучший актёр второго плана в сериале (Николай Грот)          | Номинация |
|      |                                                |                                                              |           |
| 2012 | Фестиваль в Монте-Карло Премия «Золотая Нимфа» | Лучшая актриса драматического сериала (Милле Динесен)        | Победа    |
| 2012 | Фестиваль в Монте-Карло Премия «Золотая Нимфа» | Лучшая актриса драматического сериала (Лизе Боструп)         | Номинация |
| 2012 | Фестиваль в Монте-Карло Премия «Золотая Нимфа» | Лучший актёр драматического сериала (Карстен Бьёрнлунд)      | Номинация |
| 2012 | Фестиваль в Монте-Карло Премия «Золотая Нимфа» | Лучший актёр драматического сериала (Николай Грот)           | Номинация |
| 2012 | Фестиваль в Монте-Карло Премия «Золотая Нимфа» | Лучший продюсер драматического сериала (Кристиан Торпе)      | Номинация |

## Саундтрек
| №   | Название                  | Автор(ы)                                  | Длительность |
| --- | ------------------------- | ----------------------------------------- | ------------ |
| 1.  | «Speak Out Now»           | Oh Land                                   | 3:28         |
| 2.  | «Sunshine»                | Lasse Boman                               | 3:34         |
| 3.  | «Mountains and Valleys»   | The William Blakes                        | 4:00         |
| 4.  | «Looking For Lovin’»      | Dragonborn feat. Coco                     | 3:00         |
| 5.  | «Echo»                    | Are We Brothers?                          | 3:21         |
| 6.  | «Walk Away»               | Shaque Lilli                              | 3:20         |
| 7.  | «Vi To Er Smeltet Sammen» | Stoffer & Maskinen                        | 5:29         |
| 8.  | «Blue Bird»               | Il Tempo Gigante                          | 4:29         |
| 9.  | «10 Feet Up»              | Sleep Party People                        | 4:02         |
| 10. | «Strange Habits»          | The Informations                          | 2:45         |
| 11. | «Lovestruck»              | Crash Vanderbilt                          | 3:31         |
| 12. | «Creatures»               | Dragonborn feat. Jannis Noya Makrigiannis | 3:39         |
| 13. | «Science Is Religion»     | The William Blakes                        | 3:56         |
| 14. | «Miracle»                 | Partners                                  | 2:30         |
| 15. | «Who's Gonna Love You»    | Shaque Lilli                              | 3:58         |
| 16. | «Count On Me»             | Are We Brothers?                          | 4:19         |
| 17. | «These Highflying Vermin» | Le Fiasko                                 | 6:23         |
| 18. | «Get Ready»               | The Informations                          | 4:28         |
| 19. | «I'll Let You Go»         | Il Tempo Gigante                          | 4:27         |
| 20. | «A Sweet Song About Love» | Sleep Party People                        | 2:52         |

## Спинн-офф и ремейки
В мае 2015 года на Netflix вышел спин-офф «Йордис» (дат. Hjørdis), в котором центральную роль сыграла молодая коллега Риты. В отличае от «Риты» новый сериал больше сконцентрирован на школьниках младших классов и предназначен для семейного просмотра с детьми. Однако после четырёх 25-минутных эпизодов сериал не был продлён.
В 2015 году в Нидерландах на канале NPO 1 была снята восьмисерийная адаптация первого сезона «Риты» под названием «Тесса» (нидерл. Tessa), где заглавную роль сыграла Текла Рётен. Однако, после одного сезона было принято решение о закрытии проекта, так как рейтинги ремейка оказались ниже ожидаемых.
В 2016 году французским каналом TF1 был также произведён ремейк «Риты» под названием «Сэм» (фр. Sam), в котором главную героиню сыграла Матильда Сенье (в первом сезоне) и Наташа Линдингер (во втором сезоне). Всего было произведено два сезона по шесть серий в каждом. В отличае от оригинального сериала, в сериале «Сэм» значительно большее внимание уделяется отношению главной героини Сэм с Александре — отцом её невестки (прототипами которых являются Рита и Том в «Рите»), однако персонажи, соответствующие Йордис и Йеппе значительно урезаны. В частности, тема гомосексуальности, связанная с сюжетной линией младшего сына главной героини, в сериале «Сэм» имеет значительно менее значимый вес, чем в «Рите».
Сериал также имел огромный успех в США, в результате чего в США были проданы права на создание американской версии сериала с Анной Ганн в роли Риты и Робби Кеем в роли Йеппе. Сериал должен был выйти в эфир на канале bravo в 2013 году, однако после съёмок пилотного эпизода было решено отказаться от производства проекта.